# Porites colonensis
Porites colonensis is een rifkoralensoort uit de familie van de Poritidae. De wetenschappelijke naam van de soort is voor het eerst geldig gepubliceerd in 1990 door Zlatarski.